# Szabó Balázs (labdarúgó, 1995)
Szabó Balázs (Kazincbarcika, 1995. október 28. –) magyar labdarúgó, a Nagykanizsa középpályása. 

## Pályafutása
2017 augusztusában kölcsönadták a BFC Siófok csapatának, ahol 8 bajnoki és 3 kupamérkőzésen lépett pályára. A 2018-as évet ismét a DVTK-nál kezdte.

## Sikerei, díjai
Diósgyőr
- Magyar labdarúgó-ligakupa (1): 2013–14